# Кралят и четирите кралици
„Кралят и четирите кралици“ (на английски: The King and Four Queens) е уестърн на режисьора Раул Уолш, който излиза на екран през 1956 година.

## Сюжет
В този нестандартен уестърн Дан Кехоу е невъзмутим избягал разбойник, който е хвърлил око на четири красиви млади вдовици и на скрито съкровище в тяхното имение, но местонахождението на което знае само тяхната свекърва.

## В ролите
| Актьор         | Роля             |
| -------------- | ---------------- |
| Кларк Гейбъл   | Дан Кехоу        |
| Елинор Паркър  | Сабина МакДейд   |
| Жан Уилс       | Руби МакДейд     |
| Барбара Никълс | Бърди МакДейд    |
| Сара Шейн      | Оурейли МакДейд  |
| Джо Ван Флийт  | Ма МакДейд       |
| Рой Робъртс    | Шериф Том Лараби |
| Артър Шийлдс   | Отчето           |